# 1853 en Lorraine
Chronologie de la Lorraine
- 1849
- 1850
- 1851
- 1852
- 1853
- 1854
- 1855
- 1856
- 1857

Cette page est une liste d'événements qui se sont produits durant l'année 1853 en Lorraine.

## Événements
- Achèvement[1] et livraison à la navigation du canal de la Marne au Rhin[2]. Après 14 ans de travaux, il est navigable sur toute sa longueur[3].

- Pierre-François Gautiez est nommé architecte diocésain de Metz[4].

## Naissances

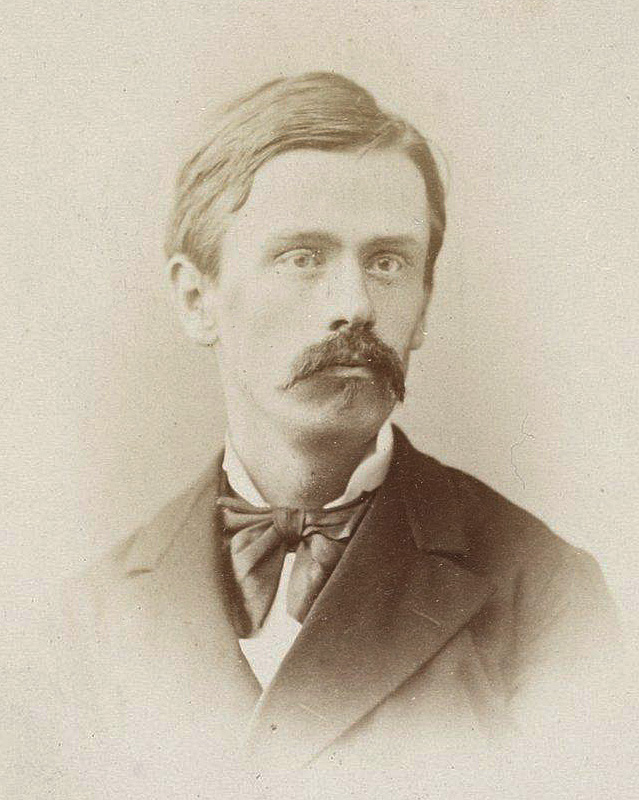
Othon Riemann

- 15 janvier à Saint-Nicolas-de-Port : Charles-Édouard Hocquard, médecin militaire, photographe et explorateur français, mort en 1911 à Lyon. Il est surtout connu pour ses photographies d'Indochine et de Madagascar.
- 24 janvier à Paris : Louis-Robert d'Hurcourt (décédé le 17 septembre 1920 à Paris), journaliste et auteur français de la fin du XIXe siècle et du début du XXe siècle.
- 20 mars à Bains-les-Bains : Édouard Laillet, mort le 26 décembre 1927 à Paris[5], ingénieur civil, un cartographe et un écrivain.
- 11 avril à Metz : Louis-Charles-Marie Champigneulle, dit Charles II Champigneulle ou Charles Champigneulle fils (1853-1905), maître-verrier français.
- 1er mai à Blénod-lès-Toul : Henry Poirson, haut fonctionnaire et homme politique français, mort le 6 septembre 1923 à Paris.
- 17 mai à Baccarat : Adrien Michaut, industriel et homme politique français, mort en 1936[6],[7].
- 13 juin à Nancy : Othon Riemann[8], mort le 16 août 1891 à Interlaken (Suisse), philologue français qui effectua d'importantes investigations archéologiques dans les îles Ioniennes et contribua, par ses éditions critiques et ses manuels scolaires, au renouveau des études classiques en France.
- 7 juillet à Chauvency-le-Château : Léon Arnould, mycologue français né Jean Léon Arnould[9], mort à une date inconnue.
- 7 septembre à Montigny-lès-Metz : Léonie Barillot-Bonvalet, née Léonie Barillot ; morte le 12 décembre 1901 à Paris, peintre de fleurs française.
- 18 septembre à Nancy : Albert Jacquot, mort à Nancy le 26 août 1915, luthier et historien de l'art français, spécialiste des arts et de la lutherie de Lorraine.
- 9 octobre à Bruyères : Félix Bouvier, mort le 13 mars 1910 à Paris, est un historien français.
- 27 octobre à Bitche : Jean Louis Auguste Daum, dit Auguste Daum, mort à Nancy en 1909, un des membres fondateurs de l'École de Nancy[10] et de l'Est républicain et surtout l'un des dirigeants de la verrerie Daum. Il est le fils de Jean Daum, le frère d'Antonin Daum et le père de Léon Daum, ainsi que de Paul Daum et d'Henri Daum qui ont dirigé la verrerie.

## Décès

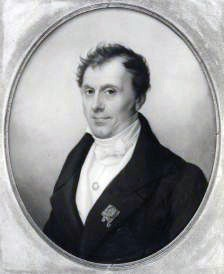
Justin-Francois de Soleirol.

- 5 mars à Metz : Joseph-François (de) Soleirol, né le 13 juillet 1781 à Verdun, botaniste français, ingénieur de l'armée française.
- 6 mai à Nancy : Joseph Antoine Charles Müller (né en 1775), militaire français, depuis le commencement de la révolution française, jusqu’à la restauration des Bourbons, a été colonel d’infanterie et baron de l’Empire.
- 13 juin à Nancy : Othon Riemann[8] , mort le 16 août 1891 à Interlaken (Suisse), philologue français qui effectua d'importantes investigations archéologiques dans les îles Ioniennes et contribua, par ses éditions critiques et ses manuels scolaires, au renouveau des études classiques en France.
- 20 août à Metz : Armand François d'Allonville[11],[12], né au château de La Roche à Verdelot (Seine-et-Marne) le 15 décembre 1764[13], officier royaliste français, puis auteur de mémoires historiques et lexicographe.
- 18 décembre à Ars-Laquenexy (Moselle) : Jean Thomas, né le 7 juin 1770 à Cheminot (Moselle), général français de la Révolution et de l’Empire.